# روبرت ويتيكر (مقاتل)
روبرت جون ويتيكر (بالإنجليزية: Robert John Whittaker؛ مواليد 20 ديسمبر 1990) هو مُقاتل فنون قتالية مختلطة أسترالي مولود في نيوزيلندا. يُنافس حاليًا في فئة الوزن المتوسط في يو إف سي، حيث كان بطل يو إف سي للوزن المتوسط سابقًا. وهو منافس محترف للفنون القتالية المختلطة منذ عام 2009، وكان ويتيكر متسابقًا في السلسلة الأولى من المقاتل النهائي: التحطيم وفاز ببطولة وزن الوسط. أصبح ويتيكر بطلاً مؤقتًا للوزن المتوسط بعد فوزه باللقب في يو إف سي 213؛ تمت ترقيته إلى البطل بلا منازع بعد إخلاء جورج سانت بيير لبطولة يو إف سي للوزن المتوسط في عام 2017. اعتبارًا من 12 سبتمبر 2023، احتل المركز الثالث في تصنيفات الوزن المتوسط في يو إف سي.

## الخلفية
يفضل ويتيكر عدم الانخراط في الكلام البذيء خارج المثمن. على حد تعبيره:
أنا من ذلك النوع من المقاتلين الذين يخوضون كل قتال بدون أي نية سيئة تجاه خصمي. أنا رياضي أولاً قبل كل شيء وأحب هذه الرياضة.

## مسيرته في فنون القتال المختلطة

### يو إف سي

#### بطولة يو إف سي للوزن المتوسط
قاتل ويتيكر على لقب بطولة يو إف سي للوزن المتوسط المؤقت ضد يوئيل روميرو في 8 يوليو 2017 في حدث يو إف سي 213، بعد أن أعلن مايكل بيسبنغ عن إصابة مزعجة في الركبة والتي ستستمر في إبقائه على الهامش لعدة أشهر. فاز ويتيكر بقرار إجماعي، وأصبح أول أسترالي وأول مقاتل نيوزيلندي المولد يحمل لقب في يو إف سي. أكسبه هذا الفوز مكافأة قتال الليلة. غاب عن الفترة المتبقية من عام 2017 حيث كان يتعافى من إصابة في الركبة الوسطى في ساقه اليسرى.
في 7 ديسمبر 2017، أخلى بطل الوزن المتوسط جورج سانت بيير اللقب بعد تشخيص إصابته بالتهاب القولون التقرحي. ونتيجة لذلك، تمت ترقية ويتيكر إلى البطل بلا منازع. كان من المقرر أن يدافع عن لقبه الأول في حدث يو إف سي 221 ضد بطل الوزن المتوسط السابق لوك روكهولد في 10 فبراير 2018 في برث أرينا في أستراليا. في 13 يناير 2018، أُفيد أن ويتيكر قد انسحب من الحدث بسبب إصابة لم يكشف عنها وسيتم استبداله بيوئيل روميرو في بطولة الوزن المتوسط المؤقتة. الفائز في هذه النزال سيواجه ويتيكر في نزال توحيد اللقب. في 20 يناير 2018، أكد دانا وايت أن ويتيكر كان في حالة خطيرة بعد أن لم يعالج بشكل صحيح من عدوى المكورات العنقودية في معدته.
أقيم نزال العودة مع روميرو في 9 يونيو 2018 في حدث يو إف سي 225. في عملية قص الوزن، أخفق روميرو بالوزن، حيث وصل وزنه إلى 186 رطلاً، أي 1 رطل فوق حد الوزن المتوسط للقتال على اللقب. تم منح روميرو وقتًا إضافيًا لقص وزنه، لكن وزنه كان 185.2 رطلاً، أي 0.2 رطلًا فوق حد القتال على اللقب. تم تغريم روميرو بنسبة 20% من محفظته القتالية وتم التنافس على القتال على أنه نزال بدون لقب. فاز ويتيكر بالقتال بقرار الحكام المنقسم. تم منح نزالهم مكافأة قتال الليلة. نظرًا لفشل روميرو في تحقيق الوزن، حصل ويتيكر على مكافأة قدرها 100،000 دولار، والتي كان من الطبيعي أن يتقاسمها كلا المقاتلين.
في يوليو 2018، أعلنت يو إف سي أنه تم اختيار ويتيكر وكيلفن غاستلوم كمدربين للمقاتل النهائي 28. في 2 نوفمبر 2018، أُعلن أن دفاع ويتيكر التالي عن لقب الوزن المتوسط سيكون ضد كيلفن غاستلوم، في فبراير في حدث يو إف سي 234. ومع ذلك، انسحب ويتيكر من الحدث قبل ساعات قليلة بعد أن اضطر للخضوع لعملية جراحية طارئة مزدوجة على الفور، بسبب فتق في الأمعاء والتواء وانهيار الأمعاء.
واجه ويتيكر بطل الوزن المتوسط المؤقت إسرائيل أديسانيا في 6 أكتوبر 2019 في حدث يو إف سي 243. خسر النزال واللقب بالضربة القاضية في الجولة الثانية.

#### ما بعد بطولة يو إف سي للوزن المتوسط
كان من المقرر أن يواجه ويتيكر جاريد كانونير في 7 مارس 2020 في حدث يو إف سي 248. ومع ذلك، في 15 يناير 2020، أُعلن عن انسحاب ويتيكر من النزال لأسباب غير معلنة. في أواخر أبريل 2020، كشف ويتيكر في مقابلة أنه انسحب من النزال والتدريب تمامًا بسبب الاحتراق النفسي المهني.
واجه ويتيكر دارين تيل في 26 يوليو 2020 في يو إف سي على إي إس بي إن: ويتيكر ضد تيل. لقد فاز بالقتال بقرار إجماعي.
واجه ويتيكر جاريد كانونير في 24 أكتوبر 2020 في حدث يو إف سي 254. وفاز بالقتال بقرار إجماعي.
كان من المقرر أن يواجه ويتيكر باولو كوستا في 17 أبريل 2021 في حدث يو إف سي على إي إس بي إن: ويتيكر ضد جاستيلوم. ومع ذلك، في 16 مارس انسحب كوستا من القتال بسبب المرض، وحل محله كيلفن غاستلوم. فاز ويتيكر بالقتال بقرار إجماعي. أكسبه هذا القتال مكافأة قتال الليلة.
أقيمت نزال العودة بين ويتيكر وأديسانيا على لقب بطولة يو إف سي للوزن المتوسط في 12 فبراير 2022 في حدث يو إف سي 271. خسر ويتيكر المباراة بقرار إجماعي.
كان من المقرر أن يواجه ويتيكر مارفين فيتوري في 11 يونيو 2022 في حدث يو إف سي 275. ومع ذلك، انسحب ويتيكر لأسباب غير معلنة. تمت إعادة جدولة الثنائي للقاء في يو إف سي ليلة القتال 209 في 3 سبتمبر 2022. فاز ويتيكر بالقتال بقرار إجماعي.
كان من المقرر أن يواجه ويتيكر باولو كوستا في 12 فبراير 2023، في حدث يو إف سي 284. ومع ذلك، اعترض كوستا على الإعلان الرسمي من قبل المنظمة مشيرًا إلى أنه لم يوقع عقدًا مطلقًا وأن القتال لن يحدث.
واجه ويتيكر دريكوس دو بليسي في قتال سيُرشح الفائز به ليقاتل على لقب بطولة يو إف سي للوزن المتوسط في 8 يوليو 2023، في حدث يو إف سي 290. خسر النزال بالضربة الفنية القاضية في الجولة الثانية.
كان من المقرر أن يواجه ويتيكر حمزة شيماييف في 22 يونيو 2024، في حدث يو إف سي على إيه بي سي 6. ومع ذلك، انسحب شيماييف بسبب المرض وحل محله إكرام أليسكروف. هزم أليسكروف بالضربة القاضية في الجولة الأولى. نال عن هذا القتال مكافأة أداء الليلة مرة أخرى.
انتهى الأمر بويتيكر بمواجهة حمزة شيماييف في 26 أكتوبر 2024 في حدث يو إف سي 308. خسر القتال من خلال إخضاع الوجه في الجولة الأولى مما أدى إلى خلع فكه.

## البطولات والإنجازات

### عموما
- جي كيو أستراليا
  - جائزة جي كيو أستراليا لرياضي العام 2018

### فنون القتال المختلطة
- يو إف سي
  - بطولة يو إف سي للوزن المتوسط (مرة واحدة)
  - بطولة يو إف سي للوزن المتوسط المؤقت (مرة واحدة، الأول)
  - أول مقاتل أسترالي الجنسية يفوز ببطولة يو إف سي
  - أول مقاتل نيوزيلندي المولد يفوز ببطولة يو إف سي
  - الفائز ببطولة وزن الوسط في المقاتل النهائي: التحطيم
  - أفضل ضربة قاضية في موسم المقاتل النهائي: التحطيم
  - قتال الليلة (خمس مرات) ضد كلينت هيستر، ديريك برانسون، يوئيل روميرو (2)، وكيلفن غاستلوم[16][27][61][62][44]
  - أداء الليلة (ثلاث مرات) ضد براد تافاريس، ديريك برانسون، ورونالدو سوزا[63][64][65]
  - بالشراكة مع (يوئيل روميرو وإسرائيل أديسانيا) كثاني أكبر عدد من مكافآت ما بعد القتال في تاريخ فئة الوزن المتوسط في يو إف سي (8)[66]
  - بالشراكة مع (يوئيل روميرو) كرابع أطول سلسلة انتصارات في تاريخ فئة الوزن المتوسط في يو إف سي (8)[66]
  - ثالث أكثر مُسدد ضربات مؤثرة في تاريخ فئة الوزن المتوسط في يو إف سي (989)[66]
- سوبر فايت أستراليا
  - بطولة سوبر فايت أستراليا لوزن الوسط (مرة واحدة)
- إم إم إيه مانيا.كوم
  - يو إف سي/فنون القتال المختلطة «مقاتل العام» لعام 2017 - قائمة الخمسة الأوائل رقم 2[67]
- شيردوغ
  - مقاتلة العام 2017[68]
- إم إم إيه دي إن إيه.إن إل
  - مقاتلة العام 2017[69]
  - مقاتلة العام 2018.[70]
- بي جي بي إي إن إن.كوم
  - قصاصة الشهر لشهر يونيو 2018[71]
- جوائز فنون القتال المختلطة العالمية
  - المقاتل الدولي لعام 2017[72]

### المصارعة الحرة
- كأس أستراليا
  - الفائز - 97 كغ (2015)
- بطولة المصارعة الوطنية الأسترالية
  - الميدالية الذهبية - 97 كغ (2017)
- ألعاب الكومنولث
  - تأهل - 97 كغ (2018)

## حياته الشخصية
ويتيكر وزوجته صوفيا لديهما ثلاثة أبناء وبنت. يتمتع ويتيكر أيضًا بالوصاية القانونية على أخته غير الشقيقة وإخوته.

## سجل فنون القتال المختلطة
| السجل المهني |        |         |
| 34 نزال      | 26 فوز | 8 خسارة |
| ضربة قاضية   | 10     | 3       |
| إخضاع        | 5      | 2       |
| قرار القضاة  | 11     | 3       |

| النتيجة | السجل | الخصم            | الطريقة                               | الحدث                                        | التاريخ        | الجولة | الوقت | المكان                                  | الملاحظات                                                                                          |
| ------- | ----- | ---------------- | ------------------------------------- | -------------------------------------------- | -------------- | ------ | ----- | --------------------------------------- | -------------------------------------------------------------------------------------------------- |
| خسر     | 26–8  | حمزة شيماييف     | إخضاع (كرنك الوجه)                    | يو إف سي 308                                 | 26 أكتوبر 2024 | 1      | 3:34  | أبو ظبيالإمارات العربية المتحدة         | |
| فاز     | 26–7  | إكرام أليسكروف   | ضربة قاضية (باللكمات)                 | يو إف سي على إيه بي سي: ويتيكر ضد أليسكروف   | 22 يونيو 2024  | 1      | 1:49  | الرياض، السعودية                        | أداء الليلة.                                                                                       |
| فاز     | 25–7  | باولو كوستا      | قرار الحكام (بالإجماع)                | يو إف سي 298                                 | 17 فبراير 2024 | 3      | 5:00  | آناهايم، كاليفورنيا، الولايات المتحدة   | |
| خسر     | 24–7  | دريكوس دو بليسيس | ضربة فنية قاضية (باللكمات)            | يو إف سي 290                                 | 8 يوليو 2023   | 2      | 2:23  | لاس فيغاس، نيفادا، الولايات المتحدة     | |
| فاز     | 24–6  | مارفين فيتوري    | قرار الحكام (بالإجماع)                | يو إف سي ليلة القتال: غان ضد تويفاسا         | 3 سبتمبر 2022  | 3      | 5:00  | باريس، فرنسا                            | |
| خسر     | 23–6  | إسرائيل أديسانيا | قرار الحكام (بالإجماع)                | يو إف سي 271                                 | 12 فبراير 2022 | 5      | 5:00  | هيوستن، تكساس، الولايات المتحدة         | على لقب بطولة يو إف سي للوزن المتوسط.                                                              |
| فاز     | 23–5  | كيلفن غاستلوم    | قرار الحكام (بالإجماع)                | يو إف سي على إي إس بي إن: ويتيكر ضد جاستيلوم | 17 أبريل 2021  | 5      | 5:00  | لاس فيغاس، نيفادا، الولايات المتحدة     | قتال الليلة.                                                                                       |
| فاز     | 22–5  | جاريد كانونير    | قرار الحكام (بالإجماع)                | يو إف سي 254                                 | 24 أكتوبر 2020 | 3      | 5:00  | أبو ظبي، الإمارات العربية المتحدة       | |
| فاز     | 21–5  | دارين تيل        | قرار الحكام (بالإجماع)                | يو إف سي على إي إس بي إن: ويتيكر ضد تيل      | 26 يوليو 2020  | 5      | 5:00  | أبو ظبي، الإمارات العربية المتحدة       | |
| خسر     | 20–5  | إسرائيل أديسانيا | ضربة قاضية (باللكمات)                 | يو إف سي 243                                 | 6 أكتوبر 2019  | 2      | 3:33  | ملبورن، أستراليا                        | خسر لقب بطولة يو إف سي للوزن المتوسط.                                                              |
| فاز     | 20–4  | يوئيل روميرو     | قرار الحكام (بالانقسام)               | يو إف سي 225                                 | 9 يونيو 2018   | 5      | 5:00  | شيكاغو، إلينوي، الولايات المتحدة        | نزال بدون لقب؛ أخفق روميرو بالوزن (185.2 رطلاً). قتال الليلة.                                       |
| فاز     | 19–4  | يوئيل روميرو     | قرار الحكام (بالإجماع)                | يو إف سي 213                                 | 8 يوليو 2017   | 5      | 5:00  | لاس فيغاس، نيفادا، الولايات المتحدة     | فاز بلقب بطولة يو إف سي للوزن المتوسط المؤقت. قتال الليلة. تمت ترقيته لاحقًا ليصبح البطل بلا منازع. |
| فاز     | 18–4  | رونالدو سوزا     | ضربة فنية قاضية (ركلة للرأس واللكمات) | يو إف سي على فوكس: جونسون ضد ريس             | 15 أبريل 2017  | 2      | 3:28  | كانساس سيتي، ميزوري، الولايات المتحدة   | أداء الليلة.                                                                                       |
| فاز     | 17–4  | ديريك برانسون    | ضربة فنية قاضية (ركلة للرأس واللكمات) | يو إف سي ليلة القتال: ويتيكر ضد برونسون      | 27 نوفمبر 2016 | 1      | 4:07  | ملبورن، أستراليا                        | أداء الليلة. قتال الليلة.                                                                          |
| فاز     | 16–4  | رافاييل ناتال    | قرار الحكام (بالإجماع)                | يو إف سي 197                                 | 23 أبريل 2016  | 3      | 5:00  | لاس فيغاس، نيفادا، الولايات المتحدة     | |
| فاز     | 15–4  | أوريا هول        | قرار الحكام (بالإجماع)                | يو إف سي 193                                 | 15 نوفمبر 2015 | 3      | 5:00  | ملبورن، أستراليا                        | |
| فاز     | 14–4  | براد تافاريس     | ضربة قاضية (باللكمات)                 | يو إف سي ليلة القتال: ميوتيتش ضد هنت         | 10 مايو 2015   | 1      | 0:44  | أديلايد، أستراليا                       | أداء الليلة.                                                                                       |
| فاز     | 13–4  | كلينت هيستر      | ضربة فنية قاضية (بالركبة واللكمات)    | يو إف سي ليلة القتال: روكهولد ضد بيسبنغ      | 8 نوفمبر 2014  | 2      | 2:43  | سيدني، أستراليا                         | الظهور الأول في وزن الوسط. قتال الليلة.                                                            |
| فاز     | 12–4  | مايك رودس        | قرار الحكام (بالإجماع)                | يو إف سي ليلة القتال: تي هونا ضد ماركوارت    | 28 يونيو 2014  | 3      | 5:00  | أوكلاند، نيوزيلندا                      | |
| خسر     | 11–4  | ستيفن طومسون     | ضربة فنية قاضية (باللكمات)            | يو إف سي 170                                 | 22 فبراير 2014 | 1      | 3:43  | لاس فيغاس، نيفادا، الولايات المتحدة     | |
| خسر     | 11–3  | كورت ماكجي       | قرار الحكام (بالانقسام)               | يو إف سي ليلة القتال: كونديت ضد كامبمان 2    | 28 أغسطس 2013  | 3      | 5:00  | إنديانابوليس، إنديانا، الولايات المتحدة | |
| فاز     | 11–2  | كولتون سميث      | ضربة فنية قاضية (باللكمات)            | يو إف سي 160                                 | 25 مايو 2013   | 3      | 0:41  | لاس فيغاس، نيفادا، الولايات المتحدة     | |
| فاز     | 10–2  | براد سكوت        | قرار الحكام (بالإجماع)                | يو إف سي على فوكس: سوتيروبولوس ضد بيرسون     | 15 ديسمبر 2012 | 3      | 5:00  | غولد كوست، أستراليا                     | فاز ببطولة المقاتل النهائي: التحطيم لوزن الوسط.                                                    |
| خسر     | 9–2   | جيسي خواريز      | قرار الحكام (بالإجماع)                | بطولة القتال في القفص 21                     | 18 مايو 2012   | 5      | 5:00  | سيدني، أستراليا                         | على لقب بطولة سي إف سي لوزن الوسط.                                                                 |
| فاز     | 9–1   | شون سبونر        | ضربة فنية قاضية (باللكمات)            | سوبر فايت أستراليا 13                        | 23 مارس 2012   | 1      | 4:01  | برث، أستراليا                           | فاز بلقب بطولة سوبر فايت أستراليا لوزن الوسط.                                                      |
| فاز     | 8–1   | إيان بون         | ضربة فنية قاضية (باللكمات)            | بطولة القتال في القفص 19                     | 9 ديسمبر 2011  | 1      | 3:15  | سيدني، أستراليا                         | |
| خسر     | 7–1   | هون كيم          | إخضاع (خنق المثلث)                    | أسطورة إف سي 6                               | 30 أكتوبر 2011 | 1      | 3:01  | ماكاو، م ج ص ش إ خ، الصين               | |
| فاز     | 7–0   | كوري نيلسون      | إخضاع (شريط الذراع)                   | بطولة القتال في القفص 18                     | 26 أغسطس 2011  | 1      | 4:40  | سيدني، أستراليا                         | |
| فاز     | 6–0   | بن علوي          | إخضاع (خنق خلفي عاري)                 | بطولة القتال في القفص 17                     | 3 يونيو 2011   | 1      | 4:07  | غولد كوست، أستراليا                     | |
| فاز     | 5–0   | نيت طومسون       | إخضاع (خنق خلفي عاري)                 | بطولة القتال في القفص 15                     | 8 أكتوبر 2010  | 1      | 2:21  | سيدني، أستراليا                         | |
| فاز     | 4–0   | جاي كوبين        | إخضاع (شريط الذراع)                   | بطولة القتال في القفص 14                     | 5 يونيو 2010   | 1      | 0:32  | سيدني، أستراليا                         | |
| فاز     | 3–0   | نيك أرييل        | ضربة قاضية (لكمة)                     | بطولة القتال في القفص 12                     | 12 مارس 2010   | 1      | 2:50  | سيدني، أستراليا                         | |
| فاز     | 2–0   | ريتشارد والش     | إخضاع (خنق خلفي عاري)                 | بطولة القتال في القفص 11                     | 20 نوفمبر 2009 | 1      | 2:40  | سيدني، أستراليا                         | |
| فاز     | 1–0   | كريس تالوين      | ضربة فنية قاضية (باللكمات)            | إكس إف سي 14                                 | 14 مارس 2009   | 1      | N/A   | برث، أستراليا                           | الظهور الأول في وزن الوسط.                                                                         |

## سجل معرض الفنون القتالية المختلطة
| السجل الاستعراضي |       |         |
| 2 نزال           | 2 فوز | 0 خسارة |
| بالضربة القاضية  | 2     | 0       |

| النتيجة | السجل | الخصم        | الطريقة                    | الحدث                    | التاريخ                      | الجولة | الوقت | المكان          | الملاحظات                                           |
| ------- | ----- | ------------ | -------------------------- | ------------------------ | ---------------------------- | ------ | ----- | --------------- | --------------------------------------------------- |
| فاز     | 2–0   | خافيير لوكاس | ضربة فنية قاضية (باللكمات) | المقاتل النهائي: التحطيم | 28 نوفمبر 2012 (تاريخ العرض) | 1      | 1:17  | سيدني، أستراليا | نصف نهائي يو إف سي على فوكس: سوتيروبولوس ضد بيرسون. |
| فاز     | 1–0   | لوك نيومان   | ضربة قاضية (باللكمات)      | المقاتل النهائي: التحطيم | 3 أكتوبر 2012 (تاريخ العرض)  | 1      | 0:19  | سيدني، أستراليا | ربع نهائي يو إف سي على فوكس: سوتيروبولوس ضد بيرسون. |

## نزالات الدفع مقابل المشاهدة
| #  | الحدث        | القتال               | التاريخ        | المكان          | المدينة                            | المبلغ      |
| -- | ------------ | -------------------- | -------------- | --------------- | ---------------------------------- | ----------- |
| 1. | يو إف سي 213 | روميرو ضد ويتيكر     | 8 يوليو 2017   | تي موبايل أرينا | بارادايس، نيفادا، الولايات المتحدة | 150،000     |
| 2. | يو إف سي 225 | ويتيكر ضد روميرو 2   | 9 يونيو 2018   | يونايتد سنتر    | شيكاغو، إلينوي، الولايات المتحدة   | 250،000     |
| 3. | يو إف سي 243 | ويتيكر ضد أديسانيا   | 6 أكتوبر 2019  | ملعب مارفل      | ملبورن، فيكتوريا، أستراليا         | لم يكشف عنه |
| 4. | يو إف سي 271 | أديسانيا ضد ويتيكر 2 | 12 فبراير 2022 | تويوتا سنتر     | هيوستن، تكساس، الولايات المتحدة    | لم يكشف عنه |

## وصلات خارجية
- روبرت ويتيكر (مقاتل) على موقع IMDb (الإنجليزية)
- روبرت ويتيكر (مقاتل) على موقع قاعدة بيانات الفيلم (الإنجليزية)
- روبرت ويتيكر (مقاتل) على موقع يو إف سي (الإنجليزية)
- روبرت ويتيكر (مقاتل) على موقع شيردوغ (الإنجليزية)
- روبرت ويتيكر (مقاتل) على موقع Tapology.com (الإنجليزية)

| الإنجازات                 | الإنجازات                                                                     | الإنجازات                             |
| ------------------------- | ----------------------------------------------------------------------------- | ------------------------------------- |
| لقب جديد                  | أول بطل يو إف سي للوزن المتوسط المؤقت 8 يوليو 2017 – 7 ديسمبر 2017 تمت ترقيته | شاغرحامل اللقب التاليإسرائيل أديسانيا |
| سبقه جورج سانت بيير أخلاه | عاشر بطل يو إف سي للوزن المتوسط 7 ديسمبر 2017 – 5 أكتوبر 2019                 | تبعه إسرائيل أديسانيا                 |